# Olympische Sommerspiele 1936/Reiten
Bei den XI. Olympischen Sommerspielen 1936 in Berlin wurden sechs Wettbewerbe im Reiten ausgetragen.

## Bilanz

### Medaillenspiegel
| Platz  | Land               | Gold | Silber | Bronze | Gesamt |
| ------ | ------------------ | ---- | ------ | ------ | ------ |
| 1      | Deutsches Reich    | 6    | 1      | –      | 7      |
| 2      | Frankreich         | –    | 1      | –      | 1      |
| 2      | Niederlande        | –    | 1      | –      | 1      |
| 2      | Polen              | –    | 1      | –      | 1      |
| 2      | Rumänien           | –    | 1      | –      | 1      |
| 2      | Vereinigte Staaten | –    | 1      | –      | 1      |
| 7      | Dänemark           | –    | –      | 1      | 1      |
| 7      | Österreich         | –    | –      | 1      | 1      |
| 7      | Großbritannien     | –    | –      | 1      | 1      |
| 7      | Portugal           | –    | –      | 1      | 1      |
| 7      | Schweden           | –    | –      | 1      | 1      |
| 7      | Ungarn             | –    | –      | 1      | 1      |
| Gesamt | Gesamt             | 6    | 6      | 6      | 18     |

## Ergebnisse

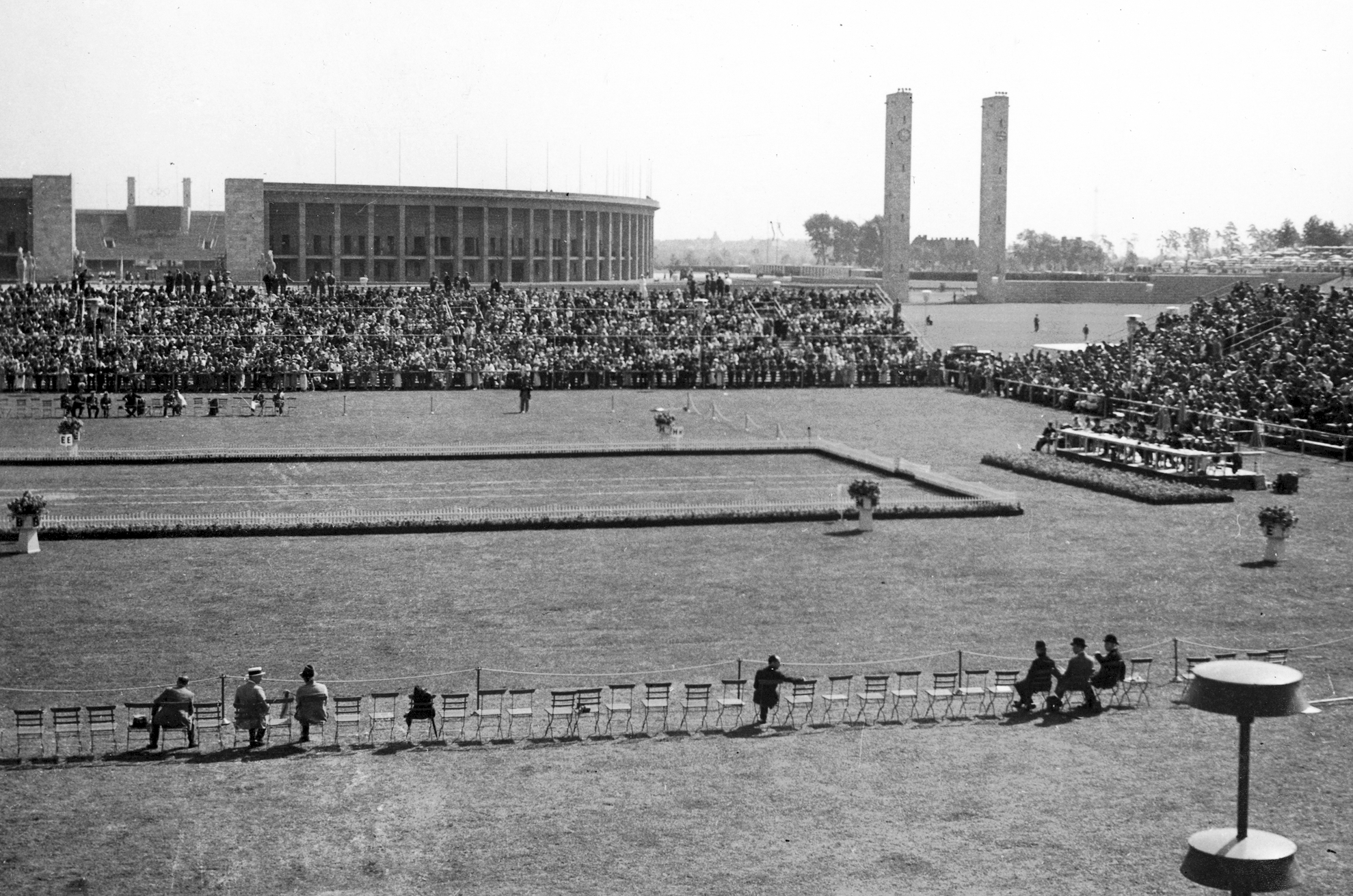
Dressurreiten auf dem Maifeld

### Dressurreiten

#### Einzel
| Platz | Land | Athlet             | Punkte |
| ----- | ---- | ------------------ | ------ |
| 1     | GER  | Heinz Pollay       | 15     |
| 2     | GER  | Friedrich Gerhard  | 18     |
| 3     | AUT  | Alois Podhajsky    | 19     |
| 4     | SWE  | Gregor Adlercreutz | 26     |
| 5     | FRA  | André Jousseaume   | 26     |
| 6     | FRA  | Gérard de Balorre  | 29     |
| 7     | DEN  | Peder Jensen       | 39     |
| 8     | NED  | Pierre Versteegh   | 44     |

Datum: 12. und 13. August 1936
29 Teilnehmer aus 11 Ländern

#### Mannschaft
| Platz | Land | Athleten                                                      | Punkte |
| ----- | ---- | ------------------------------------------------------------- | ------ |
| 1     | GER  | Heinz Pollay Friedrich Gerhard Hermann von Oppeln-Bronikowski | 5074,0 |
| 2     | FRA  | André Jousseaume Gérard de Balorre Daniel Gillois             | 4846,0 |
| 3     | SWE  | Gregor Adlercreutz Sven Colliander Folke Sandström            | 4660,5 |
| 4     | AUT  | Alois Podhajsky Albert Dolleschall Arthur von Pongracz        | 4627,5 |
| 5     | NED  | Pierre Versteegh Gerard le Heux Daniël Camerling Helmolt      | 4382,0 |
| 6     | HUN  | Gusztav von Pados László von Magasházy Pál Kémery             | 4090,0 |
| 7     | NOR  | Arthur Qvist Eugen Johansen Bjørn Bjørnseth                   | 4050,5 |
| 8     | TCH  | František Jandl Matej Pechman Otto Schöniger                  | 4026,0 |

Datum: 12. und 13. August 1936

27 Teilnehmer aus 9 Ländern

### Springreiten

#### Einzel
| Platz | Land | Athlet                          | Punkte |
| ----- | ---- | ------------------------------- | ------ |
| 1     | GER  | Kurt Hasse                      | 4,00   |
| 2     | ROM  | Henri Rang                      | 4,00   |
| 3     | HUN  | József von Platthy              | 8,00   |
| 4     | BEL  | Georges Ganshof van der Meersch | 8,00   |
| 5     | USA  | Carl Raguse                     | 8,00   |
| 6     | POR  | José Beltrão                    | 12,00  |
| 6     | FRA  | Xavier Bizard                   | 12,00  |
| 6     | NED  | Johan Greter                    | 12,00  |
| 6     | FRA  | Maurice Gudin de Vallerin       | 12,00  |
| 6     | TUR  | Cevat Kula                      | 12,00  |

Datum: 16. August 1936

54 Teilnehmer aus 18 Ländern

#### Mannschaft
| Platz | Land | Athleten                                                 | Punkte |
| ----- | ---- | -------------------------------------------------------- | ------ |
| 1     | GER  | Kurt Hasse Marten von Barnekow Heinz Brandt              | 44,00  |
| 2     | NED  | Johan Greter Jan de Bruine Henri van Schaik              | 51,50  |
| 3     | POR  | José Beltrão Domingos Coutinho Luís Silva                | 56,00  |
| 4     | USA  | Carl Raguse William Bradford Cornelius Jadwin            | 72,50  |
| 5     | SUI  | Arnold Mettler Jörg Fehr Hans Iklé                       | 74,50  |
| 6     | JPN  | Manabu Iwahashi Takeichi Nishi Hirotsugu Inanami         | 75,00  |
| 7     | FRA  | Xavier Bizard Maurice Gudin de Vallerin Jean de Tillière | 75,25  |

Datum: 16. August 1936

54 Teilnehmer aus 18 Ländern

### Vielseitigkeitsreiten

#### Einzel
| Platz | Land | Athlet                 | Punkte  |
| ----- | ---- | ---------------------- | ------- |
| 1     | GER  | Ludwig Stubbendorff    | −37,70  |
| 2     | USA  | Earl Foster Thomson    | −99,90  |
| 3     | DEN  | Hans Mathiesen Lunding | −102,20 |
| 4     | DEN  | Vincens Grandjean      | −104,90 |
| 5     | HUN  | Ágoston Endrödy        | −105,70 |
| 6     | GER  | Rudolf Lippert         | −111,60 |
| 7     | GBR  | Alec Scott             | −117,30 |
| 8     | SUI  | Mario Mylius           | −145,00 |

Datum: 13. und 16. August 1936

50 Teilnehmer aus 19 Ländern

#### Mannschaft
| Platz | Land | Athleten                                                 | Punkte    |
| ----- | ---- | -------------------------------------------------------- | --------- |
| 1     | GER  | Ludwig Stubbendorff Rudolf Lippert Konrad von Wangenheim | -676,65   |
| 2     | POL  | Henryk Leliwa-Roycewicz Zdzisław Kawecki Seweryn Kulesza | -991,70   |
| 3     | GBR  | Alec Scott Edward Howard-Vyse Richard Fanshawe           | -9195,50  |
| 4     | TCH  | Václav Procházka Josef Dobeš Otomar Bureš                | -18952,70 |

Datum: 13. und 16. August 1936

42 Teilnehmer aus 14 Ländern